# 412
412 (CDXII) fue un año bisiesto comenzado en lunes del calendario juliano, en vigor en aquella fecha.
En el Imperio romano, el año fue nombrado como el del consulado de Honorio y Teodosio, o menos comúnmente, como el 1165 Ab urbe condita, adquiriendo su denominación como 412 a principios de la Edad Media, al establecerse el anno Domini.

## Acontecimientos

### Imperio romano
- Ataúlfo, rey de los visigodos, concluye la paz con Roma, y se establece en Narbona, Toulouse y Burdeos.

### Arte y literatura
- Agustín, teólogo latino y obispo de Hipona, escribe De spiritu et llitera contra Pelagio y comienza a redactar De civitate Dei (La ciudad de Dios);[cita requerida] lo terminará en 426.

## Fallecimientos
- Uldin, rey de los hunos.
- Teófilo, patriarca de Alejandría.